# دیوید ال. ولپر
دیوید ال. وُلپر (انگلیسی: David L. Wolper) تهیه‌کننده یهودی اهل ایالات متحده آمریکا بود. وی دانش‌آموختهٔ دانشگاه کالیفرنیای جنوبی بود.
از فیلم‌ها یا مجموعه‌های تلویزیونی که وی در آن‌ها نقش داشته است، می‌توان به لورل و هاردی، کریستی لاو را خبر کن! و شاه، بی‌بی، سرباز اشاره نمود.